# PINK1
PTEN-induced kinase 1 (PINK1) es una proteína mitocondrial del tipo serina/treonina quinasa.
Por investigaciones más recientes se cree que protege a las células de la disfunción mitocondrial inducida por el estrés. La actividad de PINK1 hace que la proteína Parkin se una a mitocondrias despolarizadas para inducir la autofagia a éstas mitocondrias. PINK1 es procesado por mitocondrias sanas y es liberado para desencadenar diferenciaciones neuronales. La mutación de este gen, de alguna manera, da un inicio temprano a la Enfermedad de Parkinson.

## Función
Está involucrado íntimamente con la calidad funcional de las mitocondrias, así mismo identificar mitocondrias defectuosas e iniciar un proceso de degradación para estas mitocondrias. Las mitocondrias sanas tienen un potencial de membrana que se puede utilizar para importar PINK1. De esta forma se le ha llamado "explorador y detector" de mitocondrias dañadas. 
El estrés oxidativo en las mitocondrias puede producir compuestos potencialmente dañinos para ellas, incluidas proteínas plegadas de forma inadecuada o especies reactivas de oxígeno. Se ha demostrado que PINK1 facilita la creación de vesículas derivadas de las mitocondrias que pueden separar las especies reactivas del oxígeno y transportarlas hacia los lisosomas para su posterior degradación.

## Relevancia Clínica
La Enfermedad de Parkinson se caracteriza por la degeneración de las neuronas dopaminergicas localizadas en la sustancia negra y, se asocia con la acumulación de proteínas y cuerpos de Lewy doblados incorrectamente. 
Se ha demostrado que la mutación de PINK1 produce dicha acumulación de proteínas plegadas de manera inadecuada en las mitocondrias. 
Específicamente se han encontrado mutaciones de dominio serina/treonina quinasa en varios pacientes con Enfermedad de Parkinson donde PINK1 no protege contra las disfunciones mitocondriales inducidas por estrés y apoptosis.
- Datos: Q18045837